# 满怀“love”接近中！
《满怀“love”接近中！》（日语：もぎゅっと“love”で接近中！），又译满怀爱意接近中！，是μ's的单曲第4作，于2012年2月15日由Lantis发行。主唱根据第3回总选举投票结果由高坂穗乃果担任。角色的排列顺亦反映了第3回总选举的结果。CD收录了乐曲及广播剧，DVD收录了《满怀“love”接近中！》的PV。

## 概要
《满怀“love”接近中！》以情人节为主题，是一首活泼风格的电子风音乐。其B面曲《爱上你万岁！》被用作《Love Live!》动画第一季第1话及第二季第13话插曲，编曲均与原版有所不同。初回生产期间随机封入μ's人物卡片一张（共9种），CD同时提供可替换封面。此外，在Animate、GAMERS和Comic虎之穴等店铺购买的消费者还可获得相应店铺的限量版特典。

## 收录曲目
收录内容中Vocal曲以粗体表示，标记▲符号的是广播剧。括号中的中文翻译仅供参考，并非官方翻译。
- CD

1. （满怀“love”接近中！） [5:43]
  - 作詞：畑亞貴，作曲：增田達行，編曲：A-bee

2. （爱上你万岁！） [4:52]
  - 作詞：畑亞貴，作曲：山田高弘，編曲：清水哲平

3. （Off Vocal）
4. （Off Vocal）
5. ▲ [9:44]
6. ▲ [7:48]
7. ▲ [7:53]
8. ▲ [12:48]
  - 原案：公野樱子，脚本：子安秀明，出演：μ's

- DVD

1.  [6:14]

## 音乐影片制作团队
- 企画：日昇動畫
- 原作：矢立肇
- 原案：公野櫻子
- 分镜、演出、監督：京極尚彥
- 角色設計：室田雄平
- 設計工作：西田亞沙子
- 作画监督：西田亞沙子、室田雄平
- 美術監督：德田俊之
- 佈景設計：高橋武之
- 色彩設計：
- CG製作人：今村幸也
- 3DCGI：东映动画数字映像部
- 攝影監督：葛山剛士
- 編集：今井大介
- 音響監督：明田川仁
- 音樂製作：Lantis
- 音樂製作人：斋藤滋
- 製作人：平山理志、斋藤滋、高野希義（日语：高野希義）
- 舞蹈編排：石川ゆみ（日语：石川ゆみ）
- 製作：Project Love Live!（日昇動畫、Lantis、KADOKAWA、ASCII Media Works）

## 专辑收录
| 曲名 | 專輯                                     | 發售日       | 備註   |
| ---- | ---------------------------------------- | ------------ | ------ |
|      | 《μ's Best Album Best Live! collection》 | 2013年1月9日 | 精選輯 |
|      | 《μ's Best Album Best Live! collection》 | 2013年1月9日 | 精選輯 |